# Ташкентское восстание (1588)
Ташкентское восстание 1588 года было организовано высшей знатью и богатыми людьми Ташкента против Шейбанида Абдулла-хана II и его двоюродного брата Узбек-султана.
Подробности восстания содержатся в средневековых исторических трудах «Шараф-нама-йи-шахи» Хафиз-и Таныша и «Зафар-наме» Мукими. 
Восстание длилось около трёх месяцев и охватило также южные регионы современного Казахстана — Сыганак, Яссы, Сауран и другие города. К восставшим примкнули казахские султаны Мунгатай и Дин-Мухаммад, сыновья казахского хана Хак-Назара.  Численность повстанцев достигла 30 тыс. человек.
Восставшие ташкентцы и жители окрестностей Шахрухии и Ходженда провозгласили ханом казахского султана Джан-Али, который внешне был похож на Баба-султана, убитого в 1582 году. Восставшие захватили город Ташкент, где находился Узбек-султан, который, получив подкрепление, разбил повстанцев.